# Hérenguerville
Hérenguerville est une ancienne commune française du département de la Manche et la région Normandie devenue le 1er janvier 2019 une commune déléguée au sein de la commune nouvelle de Quettreville-sur-Sienne.
Elle est peuplée de 202 habitants, 

## Géographie

### Localisation
| Montmartin-sur-Mer                                              | Hyenville               | Hyenville, Quettreville-sur-Sienne |
| Hauteville-sur-Mer (sur quelques dizaines de mètres), Annoville | Hérenguerville          | Quettreville-sur-Sienne            |
| Annoville                                                       | Quettreville-sur-Sienne | Quettreville-sur-Sienne            |

## Toponymie
Le toponyme est attesté sous les formes Erengart villa vers 1025, Herengardisvilla en 1066, Erangarvilla sans date, Erengervilla au XIVe siècle, Hérenguerville en 1793 et Herenquerville en 1801.
Il serait issu d'un anthroponyme germanique tel qu'Eringart ou Arengardis,, et de l'ancien français ville dans son sens originel de « domaine rural » issu du latin villa rustica.
Le gentilé est Hérenguervillais.

## Histoire
Le village était divisé en deux fiefs , celui de Montaigu et celui de Hérenguerville. Un lieu-dit nommé Grande Maladrerie pourrait indiquer la présence d'une maladrerie ou des possessions d'un tel établissement.
En 1250, Nicole d'Hérenguerville épousa Raoul de Grosparmy, un proche de Saint Louis qu'ils reçoivent en 1256.
Le dernier seigneur d'Hérenguerville et de Montaigu fut Louis-Charles, comte de Bérenger (1760-1809), qui participa aux États généraux de Coutances en 1789. Il émigra en 1792 et ses manoirs furent vendus comme biens nationaux en 1794.
Jean-François Lefeuvre (1765-1839), capitaine de l'armée napoléonienne qui s'illustra notamment à Marengo et le constructeur d'un nouveau manoir selon le style Restauration.
Le 1er janvier 2019, la commune fusionne avec Quettreville-sur-Sienne (déjà issu d'une fusion en 2016 avec Hyenville), Contrières, Guéhébert et Trelly, et devient alors une commune déléguée.

## Politique et administration
| Période                                  | Période       | Identité          | Étiquette | Qualité                            |
| ---------------------------------------- | ------------- | ----------------- | --------- | ---------------------------------- |
| 1983                                     | mars 2001     | Raymond L'Hullier | SE        | Agriculteur                        |
| mars 2001                                | mars 2014     | Ghislaine Busnel  | SE        | Comptable                          |
| mars 2014                                | janvier 2016  | Jacqueline Pépin  | SE        | Retraitée de l'Éducation nationale |
| mars 2016                                | décembre 2018 | Michel Hermé      | SE        | Retraité de l'Éducation nationale  |
| Les données manquantes sont à compléter. |               |                   |           |                                    |

Le conseil municipal était composé de onze membres dont le maire et deux adjoints.
En janvier 2016, le maire et deux autres conseillers démissionnent provoquant une élection partielle.
| Période                                  | Période  | Identité     | Étiquette | Qualité   |
| ---------------------------------------- | -------- | ------------ | --------- | --------- |
| janvier 2019                             | En cours | Michel Hermé | SE        | Retraitée |
| Les données manquantes sont à compléter. |          |              |           |           |

## Démographie
En 2021, la commune comptait 202 habitants. Depuis 2004, les enquêtes de recensement dans les communes de moins de 10 000 habitants ont lieu tous les cinq ans (en 2008, 2013, 2018, etc. pour Hérenguerville) et les chiffres de population municipale légale des autres années sont des estimations. 
Hérenguerville a compté jusqu'à 410 habitants en 1821.
| 1793 | 1800 | 1806 | 1821 | 1831 | 1836 | 1841 | 1846 | 1851 |
| ---- | ---- | ---- | ---- | ---- | ---- | ---- | ---- | ---- |
| 313  | 303  | 366  | 410  | 386  | 391  | 374  | 350  | 351  |

| 1856 | 1861 | 1866 | 1872 | 1876 | 1881 | 1886 | 1891 | 1896 |
| ---- | ---- | ---- | ---- | ---- | ---- | ---- | ---- | ---- |
| 302  | 302  | 312  | 277  | 282  | 262  | 286  | 243  | 206  |

| 1901 | 1906 | 1911 | 1921 | 1926 | 1931 | 1936 | 1946 | 1954 |
| ---- | ---- | ---- | ---- | ---- | ---- | ---- | ---- | ---- |
| 214  | 208  | 170  | 153  | 161  | 160  | 150  | 141  | 162  |

| 1962 | 1968 | 1975 | 1982 | 1990 | 1999 | 2008 | 2013 | 2018 |
| ---- | ---- | ---- | ---- | ---- | ---- | ---- | ---- | ---- |
| 148  | 121  | 104  | 109  | 141  | 128  | 158  | 200  | 200  |

| 2019 | - | - | - | - | - | - | - | - |
| ---- | - | - | - | - | - | - | - | - |
| 200  | - | - | - | - | - | - | - | - |

## Culture locale et patrimoine

### Lieux et monuments

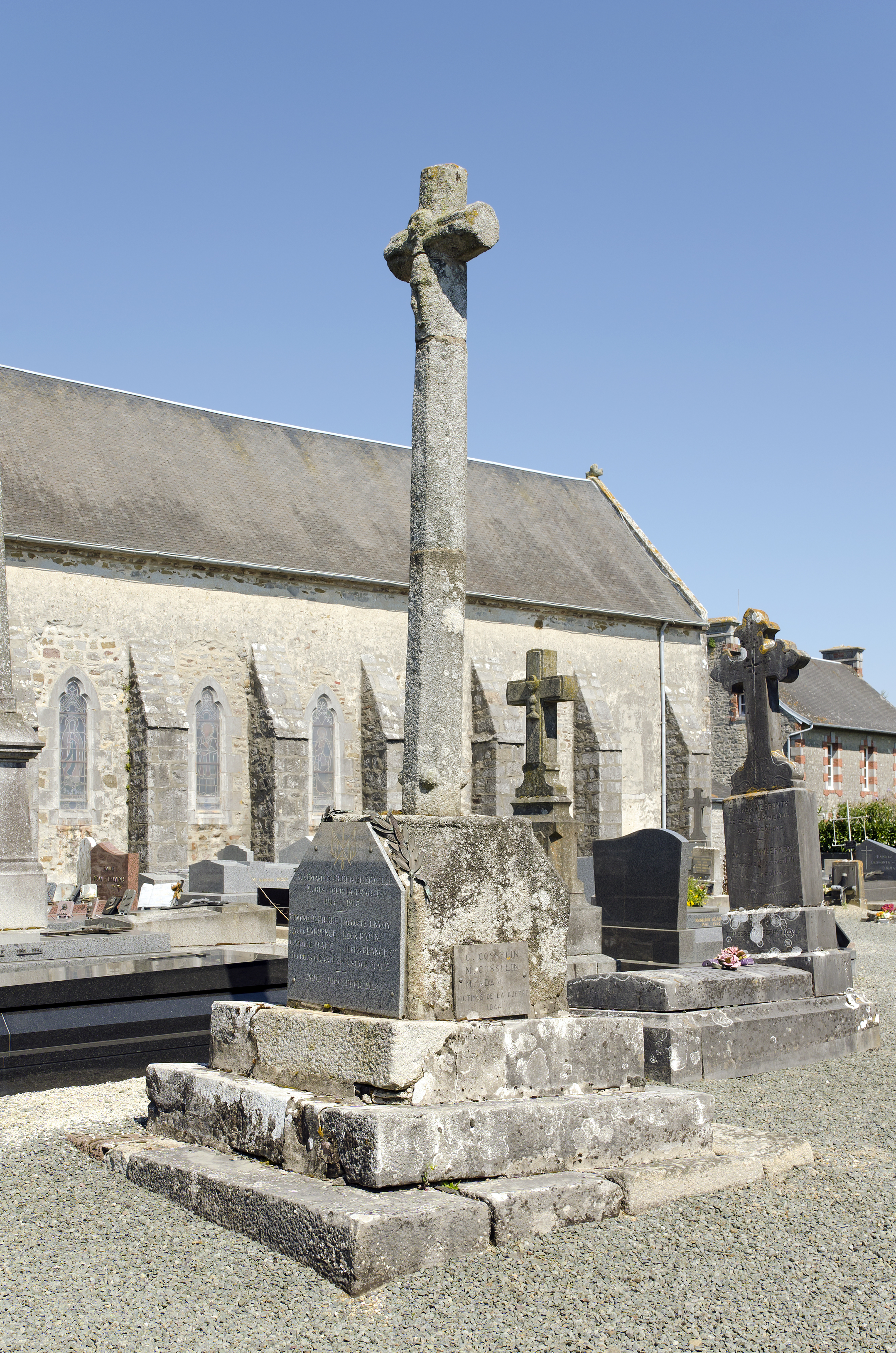
Croix de cimetière.

- Église Saint-Martin (XIe – XIIIe siècles)[16] avec son porche roman du XIe siècle en grès en plein cintre. Elle abrite un haut-relief (XVIIe) figurant la Charité de saint Martin, les statues de saint Gatien et saint Gilles (XVIIIe), un tableau (XIXe) Vierge à l'Enfant, une verrière de Mazuet, Lorin et Clamens. Des pierres tombales servent de pavage.

Au XVIe siècle l'église appartenait à l'abbaye du Mont-Saint-Michel.
- Croix de cimetière du XVIIe siècle.
- Manoir d'Hérenguerville (XIIe – XVe siècles).
- Manoir de Montaigu (XVIe – XVIIIe siècles).
- Le Manoir (début XIXe siècle), au hameau du Manoir
- Puits communal, restauré, au centre du bourg, sur la place, servant de rond-point.